# Уинстон, Марк
Марк Уинстон (англ. Mark L. Winston) — канадский педагог, апиолог и пчеловод; получивший широкое признание эксперт по пчёлам и опылению. Доктор философии, профессор, член Королевского общества Канады.
Окончил Бостонский университет (бакалавр наук B.Sc. по биологии, 1971), там же получил степень магистра M.A. по морской биологии в 1975 году. Степень доктора философии Ph.D. получил в Канзасском ун-те в 1978 году.
В 1986—1987 гг. стипендиат Фулбрайта.
В настоящее время профессор биологических наук Университета Саймона Фрейзера (Канада) и профессор и старший фелло университетского Центра диалога — его основатель и руководитель в 2006—2014 гг.
На протяжении 1982—2008 гг. подготовил 19 магистров и 8 докторов философии.
Автор энц. «Британника».
Выступал на страницах Globe and Mail, Vancouver Sun (в регулярной колонке), New York Times, Sciences, Orion magazine. Также выступал по радио и телевидению CBC, на Национальном общественном радио (NPR).
Награды: Медаль Бриллиантового юбилея королевы Елизаветы II (2012) — за вклад в сфере высшего образования.

Автор книг и др. работ. Труды его посвящены сельскому хозяйству, вопросам охраны окружающей среды и политики в области науки.
В своей последней книге «Bee Time: Lessons From the Hive» (2014) М. Уинстон опирается на свой более чем тридцатилетний опыт на пасеках и «извлечённых из жизни пчёл уроках».
Книги
- Bee Time: Lessons From the Hive (Harvard University Press, 2014)